# Ewa Dziekońska
Ewa Dziekońska z domu Sędzikowska (ur. 9 czerwca 1929 w Skarżysku-Kamiennej) – polska architekt, współautorka projektu rotundy dla Panoramy Racławickiej we Wrocławiu.

## Życiorys
Szkołę średnią ukończyła w Brzegu. W 1955 roku ukończyła studia na Wydziale Architektury Politechniki Wrocławskiej. Następnie rozpoczęła pracę w Biurze Projektów Budownictwa Wiejskiego we Wrocławiu. W 1957 roku wspólnie z mężem, Markiem Dziekońskim wzięła udział w konkursie na projekt budynku dla Panoramy Racławickiej. Otrzymali pierwszą nagrodę. Realizacja projektu trwała z powodów politycznych wiele lat. Budowę rotundy ukończono oraz udostępniono panoramę do zwiedzania w 1985 roku.
W 1959 roku Dziekońscy zamieszkali w Tychach. Współpracowali z generalnymi projektantami Nowych Tych, Hanną Adamczewską i Kazimierzem Wejchertem, a także współtworzącymi to przedsięwzięcie Marią i Andrzejem Czyżewskimi oraz Bożeną i Januszem Włodarczykami.
Dziekońscy projektowali wspólnie głównie budynki użyteczności publicznej, m.in. przedszkola i szkoły, obiekty przemysłowe, lecz także budynki mieszkalne i przestrzenie publiczne. Gdy pracowali razem, Marek Dziekoński odpowiadał zwykle za formę i konstrukcję, natomiast Ewa Dziekońska za rozwiązania architektoniczne w mniejszej skali, zwracała też uwagę na społeczny wymiar projektów – jest jedną z pionierek projektowania partycypacyjnego.
Pracowała najpierw w Inwestprojekcie, następnie w Miastoprojekcie Tychy. Była także nauczycielką w Zawodowym Technikum Budowlanym w Tychach.
W latach 1986–1989 współpracowała z Instytutem Podstawowych Problemów Techniki Polskiej Akademii Nauk, pracując nad kwestią projektowania domów energooszczędnych.
Działa na rzecz ekologii, angażuje się w realizację wytycznych i celów Agendy 21 na szczeblu lokalnym, w 1990 współzakładała Koło Polskiego Klubu Ekologicznego w Tychach, któremu następnie przez wiele lat przewodniczyła.
Jest matką Olgierda Dziekońskiego.

## Nagrody
- I nagroda w ogólnopolskim konkursie na projekt budynku dla Panoramy Racławickiej (wspólnie z Markiem Dziekońskim) w 1957 roku;
- Nagroda Państwowa II stopnia za projekt i realizację budynku dla Panoramy Racławickiej (wspólnie z Markiem Dziekońskim) w 1986 roku[4];
- tytuł „Eko-Kobieta Roku 2016” województwa śląskiego[10]

## Odznaczenia
- Złoty Krzyż Zasługi w 2017 roku[11]
- Złoty medal „Zasłużony Kulturze Gloria Artis” (2025)[12]